# Taekwondo
Taekwondo (hangul: 태권도 – tchäkwŏndo, hanča: 跆拳道) je korejské umění sebeobrany. Název se skládá ze tří částí. Znak tchä (태 / 跆, v anglickém a mezinárodním přepisu tae) znamená kopat, kwon (권 / 拳) znamená pěst a do (도 / 道) znamená cesta. Taekwondo se skládá ze základních pohybů (기본동작 – kibon tongdžak), vzorů (틀 – tchŭl), souboje (맞서기 – matsŏgi), sebeobrany (호신술 – hošinsul) a tréninku (단련 – talljŏn). Přestože předlohou pro taekwondo bylo karate, základní principy taekwonda jsou od ostatních bojových umění odlišné.

## Historie
Taekwondo se začalo rozvíjet v 29. pěší divizi Armády Korejské republiky na ostrově Čedžu, ve které od roku 1946 vedl brigádní generál Čchö Honghŭi výcvik bojového umění a rozvíjel v ní svůj bojový systém. V roce 1953 společně s poručíkem Namem Tchehŭim založili školu Odogwan jako součást armádního fyzického výcviku, ve které spolu se seržantem Hanem Čchakjem vyučovali první korejské technické sestavy (Hwarang, Čchungmu a Uldži). Čchö je také autorem názvu taekwondo, které 11. dubna 1955 navrhl na jednom setkání s úředníky, vojenskými důstojníky, podnikateli a novináři v Soulu a jehož používání schválil prezident I Sŭngman. Šest korejských škol bojových umění založilo 3. září 1959 Korejský svaz taekwonda (KTA) a zvolilo Čchöa jeho prezidentem. Čchö ve stejném roce vydal první učebnici taekwonda. V Soulu 22. března 1966 založil Mezinárodní federaci taekwonda (ITF) zastřešující národní svazy Jižní Koreje, Vietnamu, Malajsie, Singapuru, USA, Turecka, Itálie, Egypta a západního Německa. Během vlády Paka Čongha chtěli vládní úředníci využít taekwondo jako politický nástroj k posílení diktatury. Čchö v roce 1972 emigroval do Kanady a sídlo ITF přesunul do Toronta. V reakci na jeho odchod do exilu vydal prezident Pak náměstkovi své ochranky Kimovi Unjongovi příkaz založit Světovou federaci taekwonda (WT). Ve stejném roce se hlavní tréninkové centrum KTA přejmenovalo na Kukkiwŏn. V roce 1980 uznal WT mezinárodní olympijský výbor. Čchö vydal v roce 1983 15 svazkovou encyklopedii taekwonda, která standardizuje všechny jeho techniky a systém výuky. Sídlo ITF se v roce 1985 přesunulo do Vídně, aby se usnadnilo šíření taekwonda do zemí východního bloku. V roce 2000 se na letních olympijských hrách v Sydney zařadil sportovní zápas v taekwondu mezi olympijské sporty.

## Filosofie

### Morální kultura
„Každý z nás, jako společenský tvor, touží žít ve svobodné a mírumilovné společnosti. Současně je naší povinností takovou společnost vytvořit.“ — Čchö Honghŭi  
Morálka v taekwondu vychází z konfucianismu. Každý seriózní žák by ji měl brát vážně a měl by se snažit pochopit její základní podstatu. Podle Čchöje by se měl vrátit k lidské přirozenosti, která byla překryta nebo zcela ztracena chamtivostí po bohatství a moci. Měl by také žít podle ctností, které jsou známé už od starověku.
- Lidskost (인 – in). Schopnost cítit zármutek nad neštěstím bližních a milovat je všechny stejně, podobně jako rodiče milují stejně své děti.[20]
- Spravedlnost (의 – ŭi). Schopnost stydět se za nespravedlivé činy a plnit svou povinnost vůči ostatním.[21]
- Slušnost (예 – je). Schopnost nabídnout druhému kus chleba, i když hladoví oba.[22]
- Moudrost (지 – či). Schopnost rozlišit mezi dobrem a zlem, nikoliv však podle měřítek druhých, ale podle měřítek vlastních.[22]
- Spolehlivost (신 – sin). Schopnost plnit svá slova a dodržet slib, a to nejen ten daný svým přátelům, ale i ty dané ostatním.[22]

Čchö popisuje dvě cesty, jak může člověk objevit svou lidskou přirozenost. První je zachování dobra, které dal člověku od narození Bůh nebo nebe, druhá je zřeknutí se hamižnosti po materiálních věcech. Člověk by měl vyvážit svou oddanost zákonům lidským a zákonům přirozeným. Člověk zaslepený chamtivostí se nezastaví před korupcí, intrikami a vykořisťování druhých. Takový člověk není o nic lepší než zvíře. Ctnostný člověk získá úctu druhých, zatímco člověk sobecký a ješitný úctu ztratí, začne být druhými opovrhován až nakonec zůstane osamocen. Člověk by měl být otevřený kritice. I ta největší loď je pouhým listem v oceánu. Kdo tvrdí, že je silný, brzy potká někoho ještě silnějšího. Jedna z věcí, která odlišuje člověka od zvířat, je úcta ke starším lidem. Pomoc druhým v jejich rozvoji a úspěchu je samo o sobě odměnou, která má hodnotu jen když se na oplátku nic neočekává. Spravedlivý člověk raději za spravedlnost zemře, než aby se nespravedlnosti podrobil. Vůdčí osobnost se musí naučit skromnosti a žít střídmě. Už od starověku způsobil nadměrný luxus a potěšení pád mnoha králů. Člověk nesmí jednat impulzivně nebo bezohledně. Bídu může způsobit jen zármutek po chvilce štěstí, která odezněla. Znakem kultivovaného člověka je, že říká jen to, co je smysluplné. Na rozdíl od buddhismu nebo zenu se meditací v taekwondu nemyslí totální oddělení se od světa, ale chvíle ticha a zamyšlení nad našimi minulými chybami. Silná osobnost má morální sílu na to si přiznat svou chybu. Tak jako modlitba náleží věřícím, soustředění a oddanost umělcům a vytrvalost dělníkům, tak morální kultura náleží tomu, kdo praktikuje bojové umění. Morální kultura podporuje jedince v oddanosti k jeho práci, ať už je jakákoli, dokud jeho život a práce nesplynou.
Tato morální kultura je s taekwondem svázaná nejen kvůli dosažení vyšších cílů v taekwondu, ale i kvůli rozvoji osobnosti. Některé aktivity mohou být zahrnuty do výuky jako součást tréninku.
- Cestování (여행 – jŏhäng). Škola má klást důraz na vlastenectví, které se může rozvíjet navštěvováním historických památek.[25][26]
- Lezení na hory (등산 – tŭngsan). Jedna z forem cvičení je výstup na vysoké hory, které posiluje odhodlanost, podporuje pocit vítězství a rozvíjí důležité svaly na nohou.[25][26]
- Studené sprchy a koupele (냉수마찰 – nängsu mačchal). Studenou sprchou nebo cvičením naboso na zasněžené zemi mohou žáci zvýšit svou houževnatost a hrdost.[25][27]
- Služba společnosti (사회봉사 – sahö pongsa). Dobrovolná práce, která je příspěvkem společnosti, učí žáky lásce, pokoře, přátelství a toleranci.[25][27]
- Etiketa (예절 – ječŏl). Žáci by měli dodržovat vysokou úroveň etikety v tělocvičně i mimo ni. Měli by klást důraz na správné oslovování. Je to způsob, jakým se projevuje respekt a zdvořilost jak v západních, tak i ve východních kulturách.[25][28]

### Slib
- Budu dodržovat zásady taekwonda.[29]
- Budu respektovat instruktora a sonbe.[29]
- Nikdy taekwondo nezneužiji.[29]
- Budu zastáncem svobody a spravedlnosti.[29]
- Budu vytvářet mírovější svět.[29]

### Zásady
- Zdvořilost (예의 – jeŭi). Žák by se měl chovat podle zásad zdvořilosti, aby si vytvořil ušlechtilý charakter.[30]
- Čestnost (염치 – jŏmčchi). Schopnost rozlišit dobré od špatného. Ten, kdo má špatné svědomí, se musí cítit vinen.[30]
- Vytrvalost (인내 – innä). Dosažení čehokoliv, ať je to mistrovský stupeň nebo fantastická technika, je závislé na tom, zdali si žák stanoví svůj cíl a pak vytrvá. „Ten, kdo je netrpělivý ve všedních věcech, může zřídka dosáhnout úspěchu ve věcech velké důležitosti.“ — Konfucius[30]
- Sebeovládání (극기 – kŭkki). Žák by se měl v souboji kontrolovat, aby předešel zranění jak u sebe, tak i u protivníka. Měl by se naučit žít a pracovat podle svých schopností a zájmů. „Silnější je ten, kdo dokáže zvítězit sám nad sebou než ten, kdo dokáže zvítězit nad někým jiným.“ — Lao-c’[30]
- Nezlomný duch (백절불굴 – päkčŏl pulgul). Seriózní žák má být skromný a čestný. Je-li postaven tváří v tvář nespravedlnosti, má jednat s agresory beze strachu a zaváhání. „Je zbabělé nepromluvit proti násilí a nespravedlnosti.“ — Konfucius[31]

### Teorie síly
- Reakční síla (반동력 – pandong rjŏk). Úderu pravou pěstí napomáhá stahování levé pěsti k boku.[32][33]
- Koncentrace (집중 – čipčung). Působení síly na malou plochu zvyšuje efektivitu techniky. Dosahuje se toho mobilizací všech svalů v oblasti kyčlí i břicha a cílením útoku na vitální body soupeře.[34][35]
- Rovnováha (균형 – kjunhjŏng). Rovnováha je důležitá v celé atletice. Vyvážené tělo je efektivní a smrtící. Postoj by měl být vždy stabilní, ale flexibilní. Maximální síla může být vyvinuta jen když je statická stabilita udržovaná stabilitou dynamickou.[36][37]
- Kontrola dechu (호흡조절 – hohŭp čodžol). Ostrý výdech a jeho zastavení na konci pohybu pomáhá vyvinout větší sílu.[36][38]
- Hmotnost (질량 – čilljang). Kinetická energie závisí na hmotnosti a rychlosti. Maximální část hmotnosti těla se do techniky zapojuje rotací kyčlí ve směru úderu nebo bloku a sinusovým pohybem v kolenou.[39]
- Rychlost (속도 – sokto). Jednou ze složek kinetické energie je druhá mocnina rychlosti. Velikost síly tedy nejvíce ovlivňuje rychlost. Aby gravitace usnadňovala pohyb, údery a bloky směřují dolů.[40] Rotací se zvětšuje moment síly.[41]

## Sportovní disciplíny
Sportovní pravidla a soutěžní disciplíny určují zvlášť jednotlivé organizace taekwonda.
Mezinárodní federace taekwonda (ITF):
- technické sestavy (tchŭl) stylu Čchanghŏn (창헌)
- sportovní boj (matsŏgi)
- speciální techniky (tchukki)
- silové přerážení (wirok)
- sebeobrana (hošinsul)

Světová federace taekwonda (WT):
- sportovní zápas (kjŏrugi)
- technické sestavy (pchumsä) řad tchegŭk a judanja

## Technické stupně
Taekwondo obsahuje velké množství technik, které se studenti učí postupně od jednodušších k náročnějším. Aby bylo poznat, jakou úroveň technik již kdo zvládnul, je pásek, který je součástí oděvu, různě barevný. Jeho barva vyjadřuje technický stupeň svého nositele. Pásky se dělí na barevné (korejsky kup) a černé (korejsky dan).
Barevné pásky jsou očíslovány od 10. kupu (nejnižšího) do 1. kupu (nejvyššího). Sudé stupně mají barvu bílou, žlutou, zelenou, modrou a červenou. Liché stupně mají stejnou barvu a navíc proužek v následující barvě. Nejvyšší žákovský stupeň je tedy červený pás s černým proužkem.
Černé pásky jsou očíslovány od 1. danu (nejnižšího) do 9. danu (nejvyššího). Jednotlivé stupně se odlišují římskou číslicí na konci pásu. Na zkoušky na černý pás musí být vynaloženo hodně síly. Mistrem taekwonda se student stane složením zkoušky na 7. dan a velmistrem taekwonda až s dosažením nejvyššího 9. danu.